# Światowy Dzień Świadomości Dostępności
Światowy Dzień Świadomości Dostępności (ang. Global Accessibility Awareness Day, GAAD)  – święto mające na celu uświadamianie o problemach, jakie mogą napotykać osoby z niepełnosprawnościami w integracji cyfrowej. Jest obchodzone corocznie w trzeci czwartek maja.
Celem GAAD jest zachęcenie wszystkich do mówienia, myślenia i uczenia się o dostępie/integracji cyfrowej oraz o osobach z różnymi rodzajami niepełnosprawności.
Lokalne wydarzenia z okazji Światowego Dnia Świadomości Dostępności pokazują, w jaki sposób osoby z niepełnosprawnościami korzystają z Internetu i produktów cyfrowych za pomocą technologii wspomagających. Pomagają też ludziom tworzącym produkty technologiczne uwzględniające potrzeby niektórych niepełnosprawności.
Pierwszy raz Światowy Dzień Świadomości Dostępności obchodzono 9 maja 2012 roku. Został zainspirowany wpisem na blogu autorstwa web dewelopera  Joe Devona. Współtwórcą GAAD był specjalistą od dostępności Jennison Asuncion.